# Madathisanotia madagascariensis
Madathisanotia madagascariensis là một loài bướm đêm trong họ Noctuidae.